# Onisilos Sotira
Kentro Neon Onisillos Sotiras war ein zyprischer Fußballverein aus der Dorfgemeinde Sotira. Die Wettkampfmannschaft spielte eine Saison in der First Division.

## Geschichte
Der 1978 gegründete Klub wurde nach der historischen Figur Onesilus, König von Salamis, benannt. 1987 stieg die Mannschaft erstmals in die Second Division auf. Hier etablierte sie sich im hinteren Mittelfeld. Am Ende der Saison 1992/93 platzierte sie sich auf dem Relegationsplatz, sicherte sich aber gegen Tsaggaris Peledriou den Klassenerhalt. Nachdem lange Zeit der mehrfach erreichte sechste Tabellenrang das beste Ergebnis war, belegte der Klub nach einem vierten Platz im Vorjahr am Ende der Spielzeit 2002/03 als Tabellendritter hinter Anagennisi Deryneia und Doxa Katokopias einen Aufstiegsplatz.
In der Erstliga-Spielzeit 2003/04 kämpfte Onisilos Sotira gegen den Abstieg, mit drei Saisonsiegen verpasste sie ebenso wie die Mitaufsteiger den Klassenerhalt und das Trio stieg direkt wieder ab. In der Second Division platzierte sich der Klub in der Folge vornehmlich in der zweiten Tabellenhälfte. Nach dem Abstieg in die Third Division löste sich der Klub aufgrund finanzieller Probleme im Sommer 2014 auf.